# Barsel d'Aní
Barsel d'Aní fou patriarca de l'Església Armènia del 1105 al 1113.
Era nebot de Grigor II Vkayasser i era molt hàbil; substituí al seu oncle durant els viatges que aquest va fer a Terra Santa i Egipte i a la seva mort el 1105, el va succeir.
La residència oficial del patriarca era a Dsamentav (Zamintia), al Regne de Kars, però Barsel vivia als límits de Cilícia, que llavors s'estava poblant de refugiats armenis que fugien de les invasions turques (seljúcides). El monestir de Shugr, a la comarca de Sev Ler (muntanyes de l'Amanus, Muntanyes Negres), fou la seva residència habitual.
Va morir en accident el 1113 i el va succeir Grigor III Pahlavouni.